# Millicent Dillon
Millicent Dillon, rodným příjmením Gerson (24. května 1925 – 27. ledna 2025), byla americká spisovatelka, životopiskyně Jane a Paula Bowlesových.
Narodila se v New Yorku a studovala fyziku na Hunter College. V 60. letech absolvovala program tvůrčního psaní na Sanfranciské státní univerzitě a později vyučovala na Foothill College v Los Altos Hills. Řadu let rovněž pracovala na Stanfordově univerzitě. V roce 1971 vydala svou první sbírku povídek, nazvanou Baby Perpetua and Other Stories; později publikovala v časopisech. V roce 1973 vydala svůj první román The One in the Back Is Medea.
V roce 1981 vydala knihu o životě a díle spisovatelky Jane Bowlesové nazvanou A Little Original Sin. Dále byla editorkou jejích vybraných dopisů z let 1935–1970, vydaných v roce 1985 pod názvem Out in the World. V roce 1998 – kdy se na trh rovněž dostalo nové vydání knihy o Jane Bowlesové – vydala knihu o jejím manželovi, spisovateli Paulu Bowlesovi, nazvanou You Are Not I. Rovněž byla editorkou knihy The Portable Paul and Jane Bowles (1994) a sebraných spisů Jane Bowlesové, vydaných v roce 2017 v edici Library of America.
Zemřela v Daly City ve věku 99 let.